# جان فراتلی
جان فراتلی (انگلیسی: Jon Fratelli؛ زادهٔ ۴ مارس ۱۹۷۹) موسیقی‌دان و ترانه‌سرا اهل بریتانیا است.
از فیلم‌ها یا مجموعه‌های تلویزیونی که وی در آن‌ها نقش داشته‌است، می‌توان به اژدهای آرزو اشاره نمود.